# Frödinge distrikt
Frödinge distrikt är ett distrikt i Vimmerby kommun och Kalmar län. 
Distriktet ligger i östra delen av kommunen. 

## Tidigare administrativ tillhörighet
Distriktet inrättades 2016 och utgörs av socknen Frödinge i Vimmerby kommun.
Området motsvarar den omfattning Frödinge församling hade vid årsskiftet 1999/2000.